# João do Palatinado-Neumarkt
João do Palatinado-Neumarkt (em alemão:  Johann von Pfalz-Neumarkt; Neunburg vorm Wald, 1383 - Kastl, 14 de março de 1443) conhecido também como João do Alto Palatinado e João, o flagelo dos Hussitas, foi um nobre alemão, membro do ramo Palatino da Casa de Wittelsbach, dando início à linhagem do Palatinado-Neumarkt.
João usou ainda o título de Duque na Baviera (em alemão:  Herzog in Bayern) uma vez que o seu ducado de Neumarkt se situava no Alto Palatinado bávaro.

## Biografia
João era o quarto filho varão do Eleitor Palatino Roberto III e de sua mulher Isabel de Nuremberga. Desde 1329, pela segunda divisão do territórios dos Wittelsbach, Roberto ficara com os territórios palatinos, quer os da Renânia, quer os localizados no Alto Palatinado.
Em 1407, João casou em Copenhaga com Catarina da Pomerânia-Stolp, irmã de Érico da Pomerânia, rei da União de Kalmar, casamento que ocorreria só na condição de ele construir um mosteiro no Alto Palatinado, o que de facto aconteceu com a fundação do mosteiro de Gnadenberg. O dote de Catarina foi de 40.000 florins.
Apesar de ser o quarto filho varão de Roberto da Germânia, João foi o segundo a atingir a idade adulta, passando em 1404 a governar o Alto Palatinado. A esta nova função, foi associado um novo título, Duque na Baviera, provavelmente porque se procurava um casamento com uma filha do Rei de França (que nunca se concretizou) e João deveria deter um estatuto equiparado. Enquanto governador do Alto Palatinado, João demonstrou grande confiança na guerra contra o rei Venceslau IV da Boêmia.
Com a morte de seu pai, em 1410, os territórios Palatinos foram divididos entre os quatro filhos; João recebeu os territórios localizados no Alto Palatinado, mas sem as cidades de Amberga e os chamados Kurpräzipium. Além de Neunburg vorm Wald, João escolheu Neumarkt in der Oberpfalz para sua nova residência, onde construiu um castelo e diversas igrejas. A mudança de sua corte para Neumarkt levou a uma época de esplendor na cidade, a nível artístico, cultural, económico, comercial e construção. Mas para administrar o seu território teve também que se preocupar com outras cidades como Sulzbach-Rosenberg e Neunburg vorm Wald.
O seu reinado foi marcado pelo apoio do imperador Sigismundo, que sucedera ao seu pai no Reino da Germânia. No entanto, João tentou alargar os seus domínios às montanhas Kunissch, o que levou a conflitos com seu irmão, o Eleitor Palatino Luís III que, no Alto Palatinado detinha importantes possessões como a cidade de Amberg. Em 1415, aderiu à Sociedade do Periquito um grupo de nobres alemães que se aliou contra o duque Luís VII da Baviera-Ingolstádio, de que permaneceu membro mesmo após o Concílio de Constança.
Após a morte de seu irmão Luís III, em 1436, ele aceitou que o seu irmão mais novo Otão I, recebesse a tutela do sobrinho, o pequeno Luís IV, ainda menor de idade, desde que os territórios deste no Alto Palatinado ficassem sob seu governo. Como resultado, ele deteve nas suas mãos todo o Alto Palatinado de 1437 a 1442, territórios a que renunciou assim que Luís IV atingiu a maioridade.
Através de contactos com os Hohenzollern que governavam em Nuremberga e Ansbach, e dado o seu casamento com a filha do rei dinamarquês, tornou-se membro da Assembleia nacional daquele país por algum tempo. Assim, o seu filho, nascido em 1416, Cristóvão do Palatinado-Neumarkt foi, mais tarde, coroado rei como Cristóvão III, rei da Dinamarca, Noruega e Suécia, e até quase à sua morte em 1448, governou a partir de Helsingborg, os três reinos nórdicos (e respetivas dependências).
Durante a sua ausência, Cristovão fez-se representar pelos cavaleiros Martin von Wildenstein e Hans von Parsberg e, a partir de 1447, entregou o governo do Palatinado-Neumarkt ao seu tio Otão. Com a morte de Cristóvão, aos 32 anos, a linha Palatinado-Neumarkt extinguiu-se.
Em 1428, João casou-se em segundas núpcias, após a morte de sua esposa Catarina da Pomerânia, com Beatriz da Baviera (1403-1447), casamento do qual não teve geração.
João veio a falecer a 14 de março de 1443, no mosteiro de Kastl. Foi sepultado na igreja do castelo de S. Jorge sob um simples túmulo de mármore vermelho que, inexplicavelmente, foi destruído em 1965 durante a renovação da igreja e, do qual, hoje são preservados apenas alguns fragmentos.

### O construtor

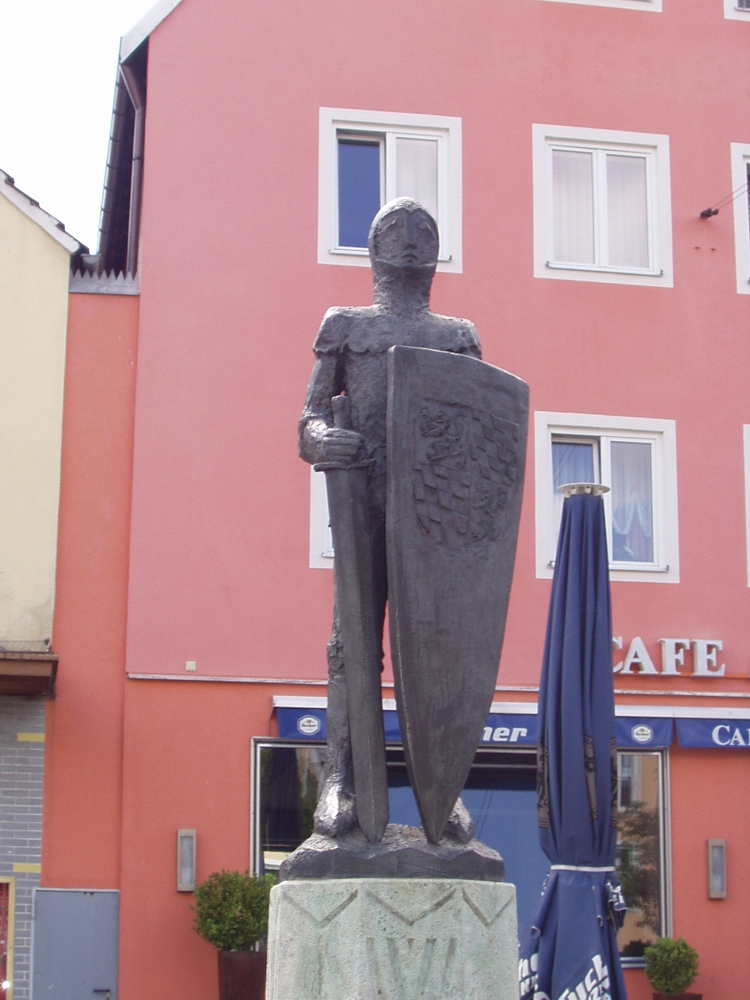
João do Palatinado-Neumarkt: estátua numa em Neumarkt.

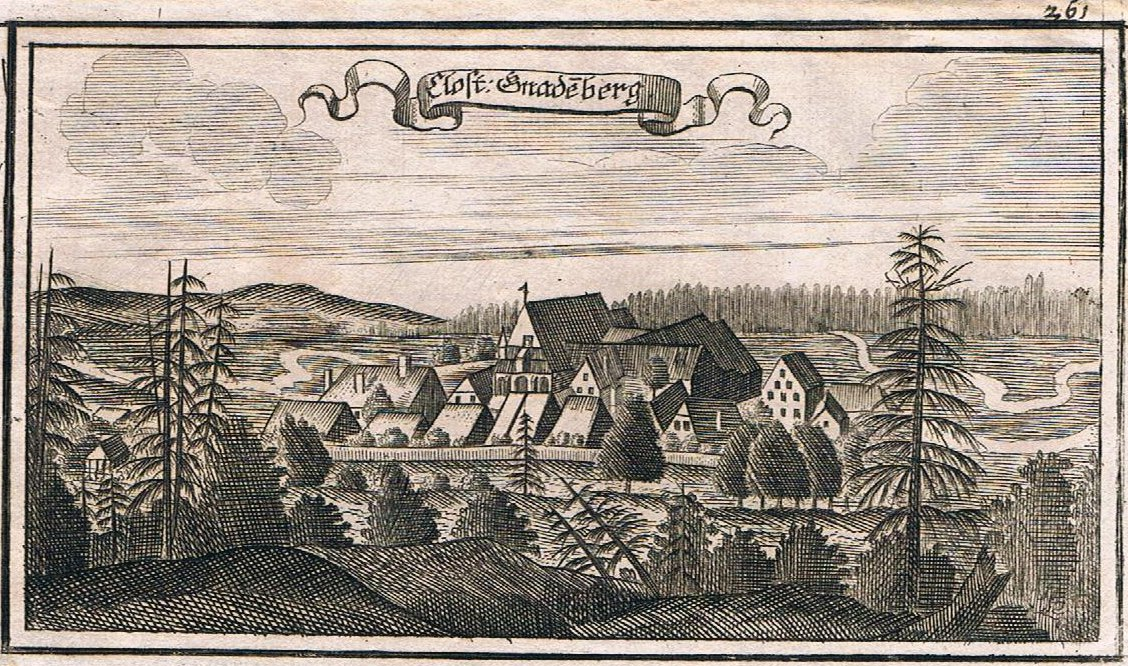
Mosteiro de Gnadenberg, ca. 1687.

Durante o seu governo, diversas foram os edifícios construídos, nomeadamente em Neumarkt, o castelo palatino, a igreja de São João (1418) e a câmara municipal (cerca de 1410). A pedido de sua esposa, ele doou à Abadia de Gnadenberg, o primeiro mosteiro de irmãs Brígidas  no sul da Alemanha. Nem todos os edifícios desta época foram preservados. O Palácio palatino, construído em estilo gótico, foi vítima de incêndio em 1520, sendo reconstruído em 1539 por Frederico II, Eleitor Palatino em estilo renascentista. Do mosteiro Gnadenberg restam apenas ruínas.
Na sua segunda residência, na cidade de Neunburg vorm Wald, João construiu um castelo em 1411, na sequência duma anterior residência ali ter sido edificada pelo seu avô, o eleitor Roberto II, em 1353. No castelo há uma placa com a seguinte inscrição:
De 1410 a 1443, João de Wittelsbach, Conde Palatino de Neunburg-Neumarkt, filho do rei alemão Roberto, chamado o flagelo dos Hussitas, e o maior benfeitor de Neunburg, muitas vezes ficou neste castelo.
Contra as incursões hussitas João dota a cidade Neunburg com um anel de muralhas com sete torres e a invasão hussita de 1418 falhou. Entre o castelo e a cidade, João construiu a câmara municipal, em 1410-1415.

### Flagelo dos Hussitas
João do Palatinado-Neumarkt tinha uma disputa territorial com o rei da Boémia na zona de Choden (região da atual fronteira Bávara-Checa). Nessa época o reformador João Huss, queimado a 6 de julho de 1415, havia iniciado uma revolta contra a Igreja Católica e a consequente devastação dos seus seguidores, os Hussitas, alastra-se, também, a cidades e mosteiros no Alto Palatinado. Por decisão da dieta do império (o Reichstag) de Maio de 1426, João torna-se o “Capitão supremo” (Obersten Hauptmann) das tropas na “Guerra Diária” (täglichen Kriegs) contra os Hussitas na Baviera, sendo-lhe disponibilizados, para tal, 1.000 cavaleiros.
Após 1419, João mudou-se com um exército de Cruzados contra os grupos Taboritas; entre 1422 e 1429 infligiu várias derrotas que, culminaram, com a reconquista do castelo de Reichenstein, a 14 de setembro de 1432. A 21 de setembro de 1433, João do Palatinado-Neumarkt derrotou os Hussitas na Batalha de Hiltersried e, em 1434, tentava romper o cerco a Pilsen para recuperar a cidade. No entanto, teve que comprar a paz pelo pagamento de tributos aos hussitas (1418, 1420, 1430), o que aumentou os seus constantes problemas financeiros.
A sua campanha contra os ataques dos hussitas no Alto Palatinado levou a que João de Palatinado-Neumarkt viesse a ficar conhecido na história da Baviera pelo cognome de "Flagelo dos Hussitas" (Hussitengeißel) ou "Martelo hussita" (Hussitenhammer). Após a batalha de Taos, a 14 de agosto de 1431, ele acordou uma paz de compromisso com os hussitas e com o Reino da Boémia.

## Casamento e descendência
Do seu casamento com Catarina da Pomerânia-Stolp (1390 - 1426), filha do duque Varcislau VII da Pomerânia e irmã do rei Érico da Pomerânia, nasceram sete filhos:
1. Margarida (Margaretha) (1408 – morreu jovem);
2. Adolfo (Adolf) (1409 - 1409);
3. Otão (Otto) (1410 - morreu jovem)
4. João (Johann) (1411 – morreu jovem);
5. Frederico (Friedrich) (1412 – morreu jovem);
6. João (Johann) (1413 – morreu 3 dias depois);
7. Cristóvão (Christopher), rei da Dinamarca, Noruega e Suécia (1416 - 1448).

Pela morte da sua primeira mulher, João voltou a casar em 1428 com Beatriz da Baviera (1403 –1447), viúva do conde Hermann III de Cilli e filha do duque Ernesto da Baviera-Munique. Deste segundo casamento não teve descendência.

## Atualidade
Atualmente realiza-se um festival em Neunburg vorm Wald, designado por Burgfestspiele vom Hussenkrieg, reminescência das guerras contra os Hussitas, celebrando a vitória na batalha de Hiltersried.
Em junho de 2007, foi dissolvido o quartel do exército federal alemão (Bundeswehr) que tinha o seu nome (Pfalzgraf-Johann-Kaserne).
João do Palatinado-Neumarkt é, também, o nome do agrupamento de escuteiros de Neumarkt (Escuteiros alemães de S. Jorge).